# 美WALK〜デュークからの贈り物〜
『美WALK〜デュークからの贈り物〜』（びウォーク・デュークからのおくりもの）は、関西テレビで2003年10月6日から2008年3月31日まで毎週月曜日21:54 - 22:00に放送されていたデューク更家出演のミニ番組。日本臓器製薬の一社提供。全219回。

## 内容
まず自身の歩き方や健康に悩む女性視聴者（稀に男性のこともある）がデュークの部屋に行くための箱を発見し、それを開けることによりデュークの部屋に招待される（この時、視聴者の服装もトレーニングウェアに変わる）。そして視聴者が普段の歩き方を見せた後、デュークのアドバイスにより歩き方を改善していく。最後は指導前と指導後の映像が比較され、視聴者とデュークがカメラに向かい「美WALK、健康に、美しく!」の言葉で締めくくる構成となっている。場合によっては「この運動を継続することによって改善する」という趣向のものであったため、一回で改善に至らなかった回も存在する。また、夏休みなどには特別企画として、大阪国際空港や海遊館などで突撃ロケを行い、その場でウォーキング指導を行った模様が放送がされたこともある。
オープニングテーマは山下達郎の『SPARKLE』のイントロが使われ、エンディングテーマには同じく山下達郎の『愛を描いて -LET'S KISS THE SUN-』が使用されている。
DVD化もされており、関西テレビの公式サイトから購入可能。

## ネット局
- 北海道文化放送でも毎週水曜日21:54 - 22:00の枠で一時期、遅れネットで放送していた。なお、スポンサーは北海道に本拠を置くパチンコ店に差し替えられていた。
- テレビ新広島では毎週木曜日22時54分 - 23:00の枠でネットされていた。

| 関西テレビ 月曜21:54 - 22:00（ミニ番組放送枠） | 関西テレビ 月曜21:54 - 22:00（ミニ番組放送枠） | 関西テレビ 月曜21:54 - 22:00（ミニ番組放送枠） |
| 前番組                                         | 番組名                                         | 次番組                                         |
| ---------------------------------------------- | ---------------------------------------------- | ---------------------------------------------- |
| 不明                                           | 美WALK〜デュークからの贈り物〜                 | 美向上計画〜鈴木凛子、21歳〜                   |